# Muffin anglès

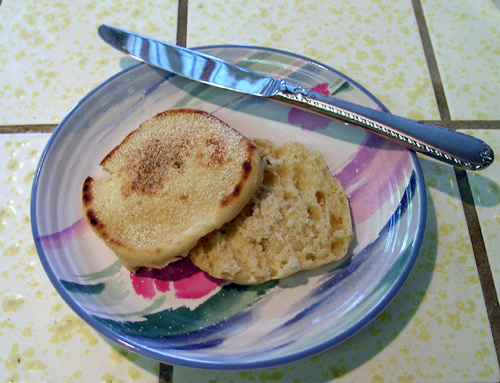
Un muffin anglès.

Un muffin (als Estats Units: English muffin), també conegut com a hot muffin o breakfast muffin (muffin d'esmorzar), és un pa, amb llevat de forma rodona gairebé sempre empolvorat amb farina de blat de moro. És d'origen anglès. Sovint es consumeix en l'esmorzar en països com el Regne Unit, els Estats Units i Austràlia, però també pot ser servit a qualsevol hora del dia.
El muffin anglès sol ser present al Regne Unit i diversos països de la Commonwealth, encara que no és tan corrent en altres cuines. Es fa amb pols per fornejar, i és un pa que presenta una textura més esponjosa que d'altres; es pot consumir sol, o bé es pot fer servir per elaborar entrepans. La seva elaboració és diferent de la d'un muffin tradicional.

## Història
Una vella cançó de bressol anglesa, "The Muffin Man", descriu un proveïdor de muffins que treballa de porta en porta. La cançó es va conèixer durant el segle xix, gràcies a l'obra de Jane Austen, la qual relatava la història d'un home que els venia, això es va deure al fet que s'esmenten durant un moment de la seva novel·la Persuasió. Els panets que es venien en aquella època eren de massa amb llevat i fornejats a la calor d'una planxa.
Els muffins podrien tenir el seu origen al segle x, però van esdevenir una moda durant el segle xviii. A principis del segle xix, n'hi havia dotzenes de fàbriques i l'"home del pa" era una cosa comuna.
Són un pa ràpid d'enfornar i s'han convertit en un element bàsic en la taula de te. Se solen dividir, torrar, untar amb mantega i després se'ls posa algun farcit dolç o salat, com ara mel.

## Estats Units, Canadà, Austràlia i Nova Zelanda
Els muffins estan comunament disponibles per a la venda al detall en Estats Units, Canadà, Nova Zelanda i Austràlia. També és comú trobar-los en els menús dels restaurants que ofereixen esmorzar de menjar ràpid americà arreu del món. Al Canadà i als Estats Units, els muffins són coneguts com a muffin anglès. Sovint es torren i s'unten amb mantega i/o melmelada. Poden ser utilitzats com a sandvitx d'esmorzar amb carn (cansalada, pernil, o salsitxa), ou  (fregit, remenats, escaldats) i/o formatge. Són l'ingredient principal en el plat tradicional del brunch de Nova York «Ous Benedictins».

## Regne Unit
Són un dels principals elements en la majoria de les llars i els supermercats britànics, on es venen variacions del muffin de pa normal, amb formatge, amb farina, canyella o panses de raïm. Els muffins ja no són molt comuns en els tradicionals salons de te britànic, mateixos que es serveixen amb l'esmorzar o l'hora del te, encara que comunament es troben pastissos de te al menú en aquests llocs.